# يانغ سونغ
يانغ سونغ هو لاعب جمباز صيني، ولد في 23 يونيو 1989 في يوشى في الصين.

## وصلات خارجية
- يانغ سونغ على موقع الاتحاد الدولي للجمباز (licence) (الإنجليزية)
- يانغ سونغ على موقع الاتحاد الدولي للجمباز (biography) (الإنجليزية)